# تدابير مكافحة جرائم الحاسوب
تُشير تدابير مكافحة جرائم الحاسوب إلى حزمة الإجراءات أو العمليات أو التقنيات أو الأنظمة أو الأجهزة التي تهدف إلى منع أي هجوم إلكتروني أو التخفيف من آثاره الضارة التي قد تلحق بالضحية أو بجهاز الحاسوب أو الخادم أو الشبكة الحاسوبية أو أي جهاز مرتبط بها. شهدت السنوات الأخيرة ارتفاعًا كبيرًا في معدلات الجريمة الإلكترونية على مستوى العالم، ففي عام 2013 ارتفعت الحملات الإلكترونية الموجهة بنسبة 91% وفقًا للإحصائيات، كما ازدادت الخروقات الأمنية بنسبة 62%.
يُمكن تعريف الجريمة الإلكترونية، أو الجريمة السيبرانية بأنها أي جريمة ذات صلة بأجهزة الحاسوب أو الشبكات الحاسوبية، فمن المُمكن أن تكون الجريمة قد نُفّذت باستخدام الحاسوب، وقد يكون الحاسوب هو المستهدف، وفي هاتين الحالتين يُمكن أن تُصنف الجريمة الإلكترونية «كجريمة حاسوبية»، وقد تتم الجريمة من خلال الاستغلال الإجرامي لشبكة الإنترنت، وفي هذه الحالة يُمكن أن تُصنف الجريمة الإلكترونية «كجريمة شبكية».
خلال السنوات الأخيرة برزت القضايا المتعلقة بهذا النوع من الجرائم بشكل ملحوظ، ولا سيما تلك المتعلقة بالقرصنة، وانتهاك حقوق النشر، وسرقة الهوية، واستغلال الأطفال في المواد الإباحية، واستغلالهم جنسيًا. كما تُطرح مشاكل تتعلق بالخصوصية عند فقدان المعلومات السرية أو اختراقها، سواءً بشكل قانوني أو غير قانوني. وعلى المستوى العالمي، فإنّ أهمية الحكومات والجهات الفاعلة غير الحكومية تتزايد مع قدرتها على الانخراط في أنشطة مثل التجسس، وغيرها من الهجمات الإلكترونية العابرة للحدود، أو ما يعرف أحيانًا بالحرب الإلكترونية. ويسعى النظام القانوني الدولي إلى محاسبة الجهات الفاعلة على أفعالها، وتُعد المحكمة الجنائية الدولية واحدة من بين الجهات القليلة التي تتصدى لهذا النوع من التهديدات. وهناك العديد من التدابير والإجراءات المضادة التي يمكن تطبيقها بفعالية لمكافحة الجرائم الإلكترونية وتعزيز الأمن.

## أنواع الهجمات الإلكترونية

### هجمات البرمجيات الخبيثة
تُعدّ البرمجيات الخبيثة مصدرًا لفئةً واسعةً من تهديدات الأمن السيبراني. وهي عبارة عن أي عتاد أو برنامج أو برنامج ثابت يُدمج عمدًا في نظامٍ ما لأغراضٍ تخريبية. وتشمل أنواع البرمجيات الخبيثة كلا من فيروسات الحاسوب، والديدان، وأحصنة طروادة، وبرامج رصد ضغطات لوحة المفاتيح، وشبكة البوت، وأدوات التأصيل، وأي ثغراتٍ أمنيةٍ برمجية. وتشمل البرمجيات الخبيثة أيضًا برامج التجسس، وهي برامجٌ خادعة تُثبّت دون إذن من المستخدم بهدف مراقبة أنشطة المستخدم دون موافقته. ويمكن استخدام برامج التجسس لإرسال إعلاناتٍ منبثقةٍ غير مرغوبٍ فيها للمستخدمين، أو للسيطرة على متصفح الويب الخاص بهم، أو لمراقبة عاداتهم على الإنترنت. ومع ذلك، عادةً ما تُثبّت برامج التجسس مع شيءٍ يرغب المستخدم في تثبيته، حيث يوافق المستخدم على التثبيت، ولكنه لا يوافق على أساليب المراقبة التي يستخدمها برنامج التجسس. وعادةً ما تُذكر موافقة برنامج التجسس في اتفاقية ترخيص المستخدم النهائي.

### هجمات الشبكة
تشمل هجمات الشبكات أي إجراء يُتخذ لتعطيل أو منع أو إتلاف أو تدمير المعلومات الموجودة على جهاز حاسوب أو شبكة حاسوبية. ويمكن أن يتخذ الهجوم أربعة أشكال، وهي: التلفيق، والاعتراض، والمقاطعة، والتعديل. يعتمد نمط التلفيق على اختلاق خدعة لخداع مستخدم غافل، بينما يعتمد نمط الاعتراض على عملية اختراق البيانات أثناء الإرسال وإعادة توجيهها لاستخدامها على نحو غير مصرح به. أما نمط المقاطعة فيعتمد على قطع قناة الاتصال، مما يمنع نقل البيانات. ويعتمد نمط التعديل على تغيير البيانات أثناء الإرسال. يمكن تصنيف الهجمات إلى نشطة وسلبية. تتضمن الهجمات النشطة تعديل الإرسال أو محاولة الوصول غير المصرح به إلى النظام، بينما تتضمن الهجمات السلبية مراقبة الإرسال. ويمكن استخدام أيٍّ من الشكلين للحصول على معلومات حول المستخدم، والتي يمكن استخدامها لاحقًا لسرقة هويته. تشمل الأشكال الشائعة لهجمات الشبكات هجمات الحرمان من الخدمة، وهجمات الحرمان الموزع من الخدمات، وهجمات الوسيط، وهجمات رصد الحزم، وهجمات فيضان بروتوكولات إس آي إن، وهجمات فيضان بروتوكولات آي سي إم بي، وهجمات انتحال عناوين بروتوكول الإنترنت، وحتى تشويه المواقع الإلكترونية.

### إساءة استخدام الشبكة
يُشير مُصطلح إساءة استخدام الشبكة إلى أي أنشطة تنتهك سياسة الاستخدام المقبول للشبكة، وتُعتبر عمومًا نشاطًا احتياليًا يُرتكب باستخدام جهاز حاسوب. وتُعدّ رسائل البريد الإلكتروني العشوائي أحد أكثر أشكال إساءة استخدام الشبكة شيوعًا، حيث يُرسل الشخص المُهاجم رسائل بريد إلكتروني إلى قائمة مستخدمين، عادةً ما تتضمن إعلانات غير مرغوب فيها، أو هجمات تصيد احتيالي، في محاولة لاستخدام الهندسة الاجتماعية للحصول على معلومات حساسة تخص هؤلاء المستخدمين، مثل أي معلومات مفيدة لسرقة الهوية، أو أسماء المستخدمين، وكلمات المرور، وما إلى ذلك، منتحلًا صفة شخص يثقون به.

### هجمات الهندسة الاجتماعية
تُشير هجمات الهندسة الاجتماعية إلى تلك الهجمات التي يتم فيها التلاعب بالأشخاص لدفعهم إلى القيام بأفعال أو الكشف عن معلومات سرية، بدلاً من الاختراق أو استخدام تقنيات الاختراق التقنية. يشيع استخدام هذه الطريقة الخداعية من الأفراد الذين يحاولون اختراق أنظمة الحاسوب عن طريق انتحال شخصية جهة موثوقة والحصول على معلومات الوصول من الهدف الساذج. يُعد التصيد الاحتيالي عبر البريد الإلكتروني مثالاً شائعاً على تطبيقات الهندسة الاجتماعية، ولكنه لا يقتصر فقط على هذا النوع من الهجمات.

## تدابير المكافحة

### التدابير التقنية
هناك مجموعة متنوعة من التدابير التقنية المضادة التي يمكن استخدامها لإحباط الهجمات الإلكترونية وتعزيز أمان الأنظمة وحماية البيانات. تُعتبر جدران الحماية، سواءً كانت شبكية أو مُضيفة، بمثابة خط الدفاع الأول لتأمين شبكات الحاسوب من خلال إعداد قوائم تحكم الوصول التي تُحدد من الخدمات والصلاحيات وحركة المرور المسموح بها والمُصرح لها بالعبور. كذلك يمكن استخدام برامج مكافحة الفيروسات لمنع انتشار البرمجيات الخبيثة، إذ تتشابه خصائص معظم فيروسات الحاسوب، مما يسمح بالكشف القائم على التوقيع، كما تُستخدم أيضًا أساليب استدلالية، مثل تحليل الملفات ومحاكاة الملفات، لتحديد البرامج الضارة وإزالتها. يجب تحديث تعريفات الفيروسات بانتظام، بالإضافة إلى تطبيق الإصلاحات العاجلة لنظام التشغيل، وحزم الخدمات، والتصحيحات البرمجية للحفاظ على أمان أجهزة الحاسوب على الشبكة.
يمكن استخدام تقنيات التشفير لتشفير المعلومات باستخدام خوارزمية تُعرف عادةً بالشفرة، لإخفاء المعلومات المخزنة أو المنقولة. فعلى سبيل المثال، يُمكن تمرير البيانات المحمولة باستخدام بروتوكول الإنترنت بعد تغليفه ببروتوكول تسليم مشفر عبر نفق مخفي من خلال شبكة افتراضية خاصة، أو عبر طبقة المقابس الآمنة، أو عبر طبقة النقل الآمن، أو عبر بروتوكول الأنفاق في الطبقة الثانية، أو بروتوكول نفق نقطة إلى نقطة، أو بروتوكول الإنترنت الآمن لضمان أمان البيانات أثناء النقل. ويمكن أيضًا استخدام التشفير على مستوى الملف باستخدام بروتوكولات تشفير مثل معيار تشفير البيانات، أو معيار تشفير البيانات الثلاثي، أو معيار التشفير المتقدم لضمان أمان المعلومات المخزنة. بالإضافة إلى ذلك، يمكن استخدام اختبارات ثغرات الشبكة التي يُجريها الفنيون أو البرامج الآلية لاختبارها على نطاق واسع، أو استهدافها تحديدًا للأجهزة والأنظمة وكلمات المرور المستخدمة على الشبكة لتقييم درجة أمانها. كما يمكن استخدام أدوات مراقبة الشبكة للكشف عن عمليات الاختراق أو حركة البيانات المشبوهة على الشبكات الكبيرة والصغيرة. ويمكن كذلك استخدام وسائل ردع مادية، مثل الأقفال ومفاتيح الوصول بالبطاقات والأجهزة البيومترية، لمنع المجرمين من الوصول الفعلي إلى أي جهاز على الشبكة. كما تُعد الحماية القوية لكلمات المرور، سواءً تلك المُعينة للوصول إلى نظام الحاسوب أو النظام الأساسي للإدخال والإخراج، إجراءات فعّالة ضد مجرمي الإنترنت الذين لديهم وصول فعلي إلى أي جهاز.
ثمة وسيلة ردع أخرى تتمثل في استخدام مُضيف قابل للتشغيل يُشغّل متصفح ويب في بيئة تشغيل نظيفة وآمنة معروفة. يخلو المُضيف من أي برمجيات خبيثة معروفة، حيث لا تُخزّن البيانات على الجهاز، ولا يُمكن الكتابة فوق الوسائط. ونضمن أن تكون نواة النظام والبرامج نظيفة عند كل تشغيل. عادة ما تُطبق بعض الحلول لإنشاء متصفحات أجهزة آمنة لحماية المستخدمين أثناء الوصول إلى الخدمات المصرفية عبر الإنترنت.

#### تحليل الشبكات الاجتماعية لمكافحة الإرهاب والتعرف على النوايا
يستخدم مشروع تحليل الشبكات الاجتماعية لمكافحة الإرهاب والتعرف على النوايا لغة وصف عمل الإرهابيين لنمذجة ومحاكاة الشبكات والهجمات الإرهابية، كما يُنمذج الروابط المُحددة في أنماط الاتصال المُجمعة من بيانات الوسائط المتعددة، وتُجمع أنماط نشاط الإرهابيين من قواعد بيانات التهديدات الإرهابية السابقة. وخلافًا للطرق المُقترحة الأخرى، فإن تحليل الشبكات الاجتماعية لمكافحة الإرهاب والتعرف على النوايا يتفاعل باستمرار مع المستخدم، الذي يستخدم النظام للتحقيق في الفرضيات وصقلها. تُجمع وتُعالج بيانات الوسائط المتعددة، مثل البيانات الصوتية والنصية وبيانات جلسات الشبكة. ومن خلال تجميع ومعالجة هذه البيانات، تُستخرج الأسماء والكيانات والعلاقات والأحداث الفردية من بيانات الوسائط المتعددة. ثم تُستخدم هذه المعلومات لإجراء تحليل شبكات التواصل الاجتماعي على الشبكة الإجرامية، والذي يُمكّن المستخدم من اكتشاف التهديدات في الشبكة وتتبعها. يؤثر تحليل الشبكات الاجتماعية بشكل مباشر على عملية التعرف على النوايا، والتي يُمكّن المستخدم من خلالها من التعرّف على التهديدات واكتشافها، ويتأثر بها. في عملية تحليل الشبكات الاجتماعية لمكافحة الإرهاب والتعرف على النوايا، تُجمع البيانات والمعاملات من الهجمات السابقة، أو السيناريوهات الجنائية، لتشكيل قائمة متسلسلة من المعاملات لسيناريو إرهابي معين. تتضمن عملية تحليل الشبكات الاجتماعية لمكافحة الإرهاب والتعرف على النوايا أيضًا توليد بيانات من سيناريوهات افتراضية. ولأنها مُتخيلة ومُولّدة حاسوبيًا، لا تحتوي السيناريوهات الافتراضية على أي بيانات معاملات تُمثل سيناريوهات الإرهاب، ولكنها تتحد أنواع مختلفة من المعاملات لتمثيل أنواع العلاقات بين الأفراد.
ويكون المنتج النهائي، والذي يمثل الشبكة الاجتماعية المستهدفة، عبارة عن رسم بياني متعدد الإرسال مُرجح، تُحدد فيه أنواع الحواف (الروابط) حسب أنواع المعاملات داخل الشبكة الاجتماعية. تُحدَّد الأوزان داخل هذه الرسوم البيانية بواسطة خوارزمية استخراج المحتوى، حيث يُنظر إلى كل نوع من الروابط على أنه رسم بياني منفصل، ويُدرَج في خوارزميات الشبكات الاجتماعية جزئيًا أو كليًا. ويمكن تحديد الروابط بين شخصين من خلال وجود (أو عدم وجود) الشخصين المذكورين في الجملة نفسها في بيانات الوسائط المتعددة المُجمَّعة، أو فيما يتعلق بالمجموعة أو الحدث نفسه. يتمثل المكون الأخير في عملية تحليل الشبكات الاجتماعية لمكافحة الإرهاب والتعرف على النوايا في التعرف على النوايا، ويهدف هذا المكون إلى إرشاد المحلل إلى التهديدات التي قد يحتويها تدفق المعاملات. ينقسم التعرف على النوايا إلى ثلاث فئات فرعية، وهي: الكشف عن سيناريوهات الأهداف المعروفة أو الافتراضية، وتحديد أولويات هذه السيناريوهات، وتفسير الكشف الناتج.

### التدابير الاقتصادية
يعتمد المستوى الأمثل للأمن السيبراني بشكل كبير على الدوافع التي تحرك مقدمو الخدمات والدوافع التي تُحرك المجرمون الإلكترونيون، وبينما يتخذ مقدمو الخدمات قراراتهم بناءًا على المردود الاقتصادي وتكلفة تعزيز الأمن، فإن قرارات المجرمين الإلكترونيين تستند عادةً إلى المكاسب الاقتصادية وحجم الاستفادة التي يُمكن جنيها من الجريمة الإلكترونية. وبالتالي، يُمكن أن تُصبح معضلة السجين المحتمل، والسلع العامة، والعوامل الخارجية السلبية من أهم عوامل فشل سوق الأمن السيبراني عندما تكون العائدات الاقتصادية الخاصة للأمن السيبراني أقل من العائدات الاجتماعية العامة. لذلك، كلما ارتفعت نسبة المنافع العامة إلى الخاصة، زادت الحاجة إلى سن سياسات عامة جديدة لإعادة مواءمة دوافع الجهات الفاعلة لمكافحة الجريمة الإلكترونية وزيادة الاستثمار في الأمن السيبراني.

### التدابير القانونية
تمتلك الولايات المتحدة الأمريكية عددًا من التشريعات القانونية التي تُحدد وتُفصّل شروط مقاضاة الجرائم الإلكترونية، وتُستخدم ليس فقط كإجراء قانوني مضاد، بل أيضًا كضابط سلوكي للحد من ارتكاب الجريمة إلكترونية. تتداخل العديد من الأحكام الواردة في هذه التشريعات مع بعضها البعض. ومن بين أبرز قوانين مكافحة الجريمة الإلكترونية ما يلي:

#### قانون الاحتيال وإساءة استخدام الحاسوب
يُعد قانون الاحتيال وإساءة استخدام الحاسوب، الصادر عام ١٩٨٦، أحد أوسع التشريعات في الولايات المتحدة الأمريكية نطاقًا لمكافحة الجريمة الإلكترونية. عُدّل القانون عدة مرات كانت إحداها في عام 2002 بموجب قانون باتريوت الأمريكي، ثُم عُدّل في عام 2008 بموجب قانون إنفاذ واستعادة الهوية الشخصية، والذي وُسّع نطاق السلوكيات التي يشملها تعريف الاحتيال والانتهاكات الحاسوبية. ويشمل القانون تعريف «الحاسوب المحمي» المستخدم في جميع أنحاء النظام القانوني الأمريكي، كما يُصنف ضمن جرائم الاحتيال والانتهاك الحاسوبي ما يلي:
- التجسس على الحاسوب والانتهاك الحاسوبي.
- الاستيلاء على المعلومات الحكومية أو المالية أو التجارية
- انتهاك الحواسب الحكومية
- ارتكاب جرائم الاحتيال باستخدام جهاز حاسوب محمي.
- إتلاف جهاز حاسوب محمي.
- الاتجار بكلمات المرور.
- التهديد بإتلاف حاسوب محمي.
- التآمر لارتكاب جريمة إلكترونية،

يُحدد القانون العقوبات المترتبة على كل نوع من الانتهاكات السابقة. أدت التعديلات التي أجريت عام 2002 على قانون الاحتيال وإساءة استخدام الحاسوب إلى توسيع نطاق القانون ليشمل حماية المعلومات من أي جهاز حاسوب محمي إذا كان السلوك الإجرامي ينطوي على اتصال داخلي بين الولايات، أو اتصالات خارجية من دول أجنبية.

#### قانون الألفية الرقمية لحقوق الطبع والنشر
يُجرّم قانون الألفية الرقمية لحقوق الطبع والنشر، الصادر عام 1998، إنتاج ونشر التقنيات أو الأجهزة أو الخدمات التي تهدف إلى التحايل على إدارة الحقوق الرقمية، والتحايل على التحكم في الوصول.

#### قانون خصوصية الاتصالات الإلكترونية
يُوسّع قانون خصوصية الاتصالات الإلكترونية الصادر عام ١٩٨٦ نطاق القيود الحكومية المفروضة على التنصت على المكالمات الهاتفية. ويُنظر إلى هذا القانون عمومًا من منظور ما يمكن أن تفعله جهات إنفاذ القانون لاعتراض الاتصالات، ولكنه يتعلق أيضًا بكيفية قيام المؤسسة بصياغة سياسات الاستخدام المقبولة ومراقبة الاتصالات.

#### قانون الاتصالات المخزنة
يُركّز قانون الاتصالات المخزنة، الصادر عام ١٩٨٦، على حماية سرية وسلامة وتوافر الاتصالات الإلكترونية المُخزّنة حاليًا بأي شكل من أشكال التخزين الإلكتروني. وقد صيغ هذا القانون بغرض حماية خصوصية رسائل البريد الإلكتروني وغيرها من الاتصالات الإلكترونية.

#### قانون سرقة الهوية وسرقة الهوية المشددة
يُعدّ قانون سرقة الهوية وسرقة الهوية المشددة بندًا فرعيًا من قانون الاحتيال في تحديد الهوية والمصادقة. ويُحدد الشروط التي يُخالف بموجبها الفرد قوانين سرقة الهوية.

#### قانون ردع سرقة الهوية وانتحال الشخصية
أُدرجت سرقة الهوية كجريمة إلكترونية بموجب القانون الفيدرالي لردع سرقة الهوية وانتحال الشخصية لعام ١٩٩٨، والذي اعتبر كل من ينقل أو يستخدم عن علم، دون تصريح قانوني، وسيلة لتحديد هوية شخص آخر بقصد ارتكاب أي نشاط غير قانوني، أو يُساعد على ارتكاب ذلك يُشكل انتهاكًا للقانون الفيدرالي، أو يُشكل جناية بموجب أي من قانون الولاية أو القانون المحلي معمول به. وتشمل العقوبات على جرائم سرقة الهوية وفقًا لقانون ردع سرقة الهوية وانتحال الشخصية السجن لمدة تصل إلى ١٥ عامًا ودفع غرامة أقصاها ٢٥٠ ألف دولار أمريكي، وتعكس هذه العقوبات بشكل مباشر حجم الضرر الناجم عن جرائم سرقة الهوية وانتحال الشخصية.

#### قانون غرام-ليتش-بليلي
يُلزم قانون غرام-ليتش-بليلي المؤسسات المالية ووكالات الائتمان بتعزيز أمن الأنظمة التي تحتوي على المعلومات الشخصية لعملائها، كما يُلزم هذا القانون جميع المؤسسات المالية بتصميم وتنفيذ والحفاظ على إجراءات وقائية لحماية معلومات العملاء.

#### قانون منع برامج التجسس على الإنترنت
يحظر قانون منع برامج التجسس على الإنترنت استخدام برامج التجسس والإعلانات. كما يفرض عقوبة على من يقوم بالوصول المتعمد إلى جهاز حاسوب بقصد تثبيت برامج غير مرغوب فيها.

#### قوانين الاحتيال على الأجهزة
يحدد القسم 1029 من قانون الولايات المتحدة الأمريكية رقم 18 عشر جرائم مختلفة يمكن للمخالف أن يرتكبها فيما يتعلق بالاحتيال على الأجهزة. وتشمل هذه الجرائم ما يلي:
- الاتجار المتعمد بجهاز وصول مزيف.
- الاتجار بجهاز وصول مزيف بقصد الاحتيال.
- حيازة أكثر من 15 جهازًا بقصد الاحتيال
- إنتاج أو حيازة أو الاتجار بمعدات لإنشاء أجهزة وصول إذا كان القصد منها هو الاحتيال.
- استلام مبلغ من شخص يزيد عن 1000 دولار أمريكي خلال عام واحد، بعد ضبطه يستخدم أجهزة وصول غير قانونية.
- استهداف شخص آخر بعروض لبيع أجهزة وصول غير قانونية.
- توزيع أو حيازة جهاز اتصالات معدل بغرض الحصول على خدمات اتصالات غير مصرح بها.
- إنتاج أو حيازة أو الاتجار بجهاز مسح استقبال.
- استخدام أو حيازة جهاز اتصالات معدل بقصد توفير وصول غير مصرح به إلى خدمة اتصالات.
- استخدام بطاقة ائتمان تم الحصول عليها واستخدامها بشكل غير قانوني لشراء سلع وخدمات.

#### قانون الحد من انتهاكات المواد الإباحية والترويج غير المرغوب فيه لها
صدر قانون الحد من انتهاكات المواد الإباحية والترويج غير المرغوب فيه لها عام ٢٠٠٣، وقد وضع لأول مرة معايير وطنية في الولايات المتحدة الأمريكية لإرسال رسائل البريد الإلكتروني التجارية، وألزم لجنة التجارة الفيدرالية (FTC) بتطبيق أحكامه.

#### قانون الاحتيال الإلكتروني
ينطبق قانون الاحتيال الإلكتروني، الموضح في المادة ١٣٤٣ من الباب ١٨ من قانون الولايات المتحدة الأمريكية، على الجرائم المرتكبة عبر أنواع مختلفة من الوسائط الإلكترونية، مثل الاتصالات الهاتفية والشبكية.

#### قوانين تداخل الاتصالات
ينطبق قانون تداخل الاتصالات المدرج في المادة ١٨ من قانون الولايات المتحدة الأمريكية، حيث يُعرّف القسم 1362 عددًا من الأفعال التي يُمكن بموجبها توجيه اتهامات إلى أي فرد بارتكاب جريمة تتعلق بالاتصالات، وتشمل هذه الأفعال ما يلي:
- التدمير الخبيث لممتلكات مثل الكابلات أو الأنظمة أو غيرها من وسائل الاتصال التي تُشغّلها أو تُسيطر عليها الولايات المتحدة الأمريكية.
- التدمير الخبيث لممتلكات مثل الكابلات أو الأنظمة أو غيرها من وسائل الاتصال التي تُشغّلها أو تُسيطر عليها القوات المسلحة الأمريكية.
- التدخل المتعمد في تشغيل أو استخدام خط اتصالات.
- عرقلة أو تأخير نقل الاتصالات عبر خط اتصالات.
- التآمر لارتكاب أي من الأفعال المذكورة أعلاه.

### التدابير السلوكية
تُعدّ التدابير السلوكية المضادة أداةً فعّالة في مكافحة الجرائم الإلكترونية. ويمكن لحملات التوعية العامة تثقيف الجمهور حول مختلف تهديدات الجرائم الإلكترونية والأساليب العديدة المُستخدمة لمكافحتها. كما يمكن أيضًا للشركات الاستفادة من سياسات تقنيات المعلومات للمساعدة في تثقيف وتدريب العاملين على أهمية الممارسات المتبعة لضمان الأمن الإلكتروني، مثل استخدام كلمات مرور قوية، وأهمية الإصلاحات الدورية للثغرات الأمنية، وعلامات هجمات التصيد الاحتيالي والبرمجيات الخبيثة، وما إلى ذلك. وقد وفرت بعض الولايات الأمريكية مثل كاليفورنيا، وفرجينيا وأوهايو خدمات مساعدة لضحايا حوادث سرقة الهوية، فعلى سبيل المثال، تمتلك كاليفورنيا سجلا للضحايا الذين تعرضوا لحوادث سرقة هوية مؤكدة، بمجرد التسجيل، يمكن لهؤلاء الأشخاص أن يطلبوا من ضباط إنفاذ القانون الاتصال برقم يعمل على مدار الساعة طوال العام للتحقق من براءتهم في حال وقوع أي جرائم باستخدام هويتهم. وفي ولايتي فرجينيا وأوهايو، يُصدر لضحايا سرقة الهوية جواز سفر خاص لإثبات براءتهم. ومع ذلك، فإن هذه الجوازات تنطوي على نفس مخاطر أي شكل آخر من أشكال تحديد الهوية، حيث يمكن تقليدها في النهاية.
بدأت الهيئات المالية، مثل البنوك ومكاتب الائتمان، في اشتراط التحقق من البيانات التي يصعب على سارقي الهوية الحصول عليها، وتشمل هذه البيانات عناوين المستخدمين السابقة ومعلومات ضريبة الدخل. وفي المستقبل القريب، ستشمل تلك البيانات أيضًا البيانات المُحصّلة من خلال استخدام القياسات الحيوية. تعتمد أساليب المصادقة باستخدام القياسات الحيوية على استخدام أساليب آلية للتعرف على البشر بشكل فريد بناءً علىسماتهم الجسدية أو السلوكية الجوهرية، وتشمل هذه الأساليب مسح قزحية العين، والتعرف على بصمة الصوت، والتحقق من بصمات الأصابع. وقد طبّق الاتحاد الائتماني المالي الأول بالفعل القياسات الحيوية من خلال مصادقة بصمات الأصابع في أجهزة الصراف الآلي الخاصة به لمكافحة سرقة الهوية. ولغرض مماثل، أعلنت بريطانيا العظمى عن خططها لدمج رقائق حاسوبية تحتوي على بيانات حيوية في جوازات سفر مواطنيها. ومع ذلك، فإن أكبر مشكلة في تطبيق القياسات الحيوية هي إمكانية انتهاك الخصوصية.